# Johanna II van Auvergne
Johanna II van Auvergne ook gekend als Johanna van Berry (1378-1424) was van 1404 tot aan haar dood gravin van Auvergne en Boulogne. Ze behoorde tot het huis Auvergne.

## Levensloop
Johanna II was de dochter en erfgename van graaf Jan II van Auvergne en diens echtgenote Eleonora, dochter van graaf Peter Raymond II van Comminges.
Op 5 juni 1389 huwde ze op elfjarige leeftijd met hertog Jan van Berry (1340-1416), zoon van koning Jan II van Frankrijk en oom van koning Karel VI van Frankrijk. Het huwelijk bleef kinderloos. In januari 1393 was ze aanwezig bij het beruchte Bal des Ardents, waarbij koning Karel VI van Frankrijk door een brand in levensgevaar geraakte. Hierbij wist Johanna hem te redden door hem in haar kleed en onderrok te wikkelen en op die manier de vlammen te stikken. 
In 1404 volgde ze haar overleden vader op als gravin van Auvergne en Boulogne. Nadat haar echtgenoot in 1416 stierf, hertrouwde Johanna op 16 november 1416 met Georges de La Trémoille (1382-1446), de graaf van Guînes. Ook dit huwelijk bleef kinderloos.
In 1424 stierf Johanna, waarna ze als gravin van Auvergne en Boulogne werd opgevolgd door haar nicht Maria I.

## Voorouders
| Voorouders van Johanna II van Auvergne (-1404) | Voorouders van Johanna II van Auvergne (-1404)                          | Voorouders van Johanna II van Auvergne (-1404)                          | Voorouders van Johanna II van Auvergne (-1404)                | Voorouders van Johanna II van Auvergne (-1404)                | Voorouders van Johanna II van Auvergne (-1404)                   | Voorouders van Johanna II van Auvergne (-1404)                   | Voorouders van Johanna II van Auvergne (-1404)                   | Voorouders van Johanna II van Auvergne (-1404)                   |
| ---------------------------------------------- | ----------------------------------------------------------------------- | ----------------------------------------------------------------------- | ------------------------------------------------------------- | ------------------------------------------------------------- | ---------------------------------------------------------------- | ---------------------------------------------------------------- | ---------------------------------------------------------------- | ---------------------------------------------------------------- |
| Overgrootouders                                | Robert VII van Auvergne (1282-1325) ∞ Maria van Dendermonde (1290-1350) | Robert VII van Auvergne (1282-1325) ∞ Maria van Dendermonde (1290-1350) | Jan van Clermont (1248-1311) ∞ ? (-)                          | Jan van Clermont (1248-1311) ∞ ? (-)                          | Peter Raymond II van Comminges (-) ∞ ? (-)                       | Peter Raymond II van Comminges (-) ∞ ? (-)                       | ? (-) ∞ ? (-)                                                    | ? (-) ∞ ? (-)                                                    |
| Grootouders                                    | Jan I van Auvergne (-1386) ∞ Johanna van Clermont (1290-1350)           | Jan I van Auvergne (-1386) ∞ Johanna van Clermont (1290-1350)           | Jan I van Auvergne (-1386) ∞ Johanna van Clermont (1290-1350) | Jan I van Auvergne (-1386) ∞ Johanna van Clermont (1290-1350) | Peter Raymond II van Comminges (-1376) ∞ Jeanne de Comminges (-) | Peter Raymond II van Comminges (-1376) ∞ Jeanne de Comminges (-) | Peter Raymond II van Comminges (-1376) ∞ Jeanne de Comminges (-) | Peter Raymond II van Comminges (-1376) ∞ Jeanne de Comminges (-) |
| Ouders                                         | Jan II van Auvergne (-1404) ∞ Eleonora van Comminges (-)                | Jan II van Auvergne (-1404) ∞ Eleonora van Comminges (-)                | Jan II van Auvergne (-1404) ∞ Eleonora van Comminges (-)      | Jan II van Auvergne (-1404) ∞ Eleonora van Comminges (-)      | Jan II van Auvergne (-1404) ∞ Eleonora van Comminges (-)         | Jan II van Auvergne (-1404) ∞ Eleonora van Comminges (-)         | Jan II van Auvergne (-1404) ∞ Eleonora van Comminges (-)         | Jan II van Auvergne (-1404) ∞ Eleonora van Comminges (-)         |